# Momophana
Momophana là một chi bướm đêm thuộc họ Noctuidae.